# Tuba Dei
Tuba Dei (дослівно з лат. «Труба Господня») — назва польського дзвона, який знаходиться у катедрі святих Іоанів, Торунь. Був найбільшим польським дзвоном до встановлення дзвону «Сигізмунд» у 1520 році.

## Опис
Тіло дзвону прикрашено барельєфами святого Іоана Хрестителя, який є покровителем Торуня; святого Євангеліста Іоана, який є покровителем храму; покровительки майстра святої Варвари та святої Катерини.
Під короною дзвону знаходиться напис латинською:

ANNO DOMINI MVC XXII DIE SEPTEMBRIS EGO TUBA DEI IN LAUDEM DEI ET SANCTORUM JOHANNIS BAPTISTAE ET EVANGELISTAE PATRONORUM HUIUS TEMPLI FUSA SUM (У рік Господній 1500 дня 22 вересня я, Труба Господня, до прославляння святих Іоаннів — Хрестителя і Євангеліста, покровителів цієї святині, був встановлений).

## Характеристика
- Маса дзвону: 7 238 кг;
- Маса язика: 200 кг;
- Діаметр: 2,27 м;
- Висота: 2 м;
- Тон: as°